# Дербес, Хосе Эдуардо
Хосе Эдуардо Дербес (исп. José Eduardo Derbez; род. 14 апреля 1992, Мехико) — мексиканский актёр теленовелл, сын актрисы Виктории Руффо.

## Биография
Хосе Эдуардо Дербес родился в артистической семье. Его мать — известная мексиканская актриса Виктория Руффо, отец — актёр-комик Эухенио Дербес. Сёстры его матери работают на телевидении: Марсела занималась выпуском передач в эфир, Габриэла Руффо — ведущая нескольких программ. Именно на её детской передаче TVO Хосе Эдуардо впервые появился на экране в возрасте нескольких месяцев. Популярной актрисой была его бабушка по отцовской линии — Сильвия Дербес, так же с миром кино связаны: сестра Айслин (род. 1987), брат Вадир (род. 1991), кузина Сильвия Эухения и мачеха Алессандра Росальдо.
В детстве Хосе Эдуардо проводил много времени на съёмочной площадке и в театре, где работали его родители. В одном из интервью Виктория отмечала, что сын «хулиган» и «… весь в отца. Даже внешне».
Ему очень нравится петь, пританцовывать, делать рожицы. Самое интересное, что он уже привык к свету софитов — в последнее время часто приходится брать его с собой на работу.
В 1996 году родители расстались. В 2001 году вышла его мать вышла замуж за мексиканского политика Омара Файяда, а в августе 2004 года родила близнецов — Викторию и Ануара. В 2014 году у его отца и Алессандры Росальдо также появился ребёнок — дочь Айтана Дербес.
Хосе Эдуардо начал свою актерскую карьеру в 1999 году, участвуя в телевизионной программе своего отца.
Когда Хосе Эдуардо вырастет, мы «давить на него не будем — пусть сам выбирает себе профессию. Но мешать ему стать артистом, как и его родители, мы не станем. Лично я буду его поддерживать, так же, как когда-то меня саму поддержала мама».В. Руффо
В 2012 году Дербес дебютировал в качестве актёра в подростковой теленовелле «Мисс XV» производства Педро Дамиана. Его следующая работа в теленовелле «Qué pobres tan ricos» (2013—2014) принесла ему премию TVyNovelas как лучшему молодому актёру.

## Фильмография

### Теленовеллы
| Год       |   | Русское название | Оригинальное название | Роль                            |
| --------- | - | ---------------- | --------------------- | ------------------------------- |
| 2012      | с |                  | Miss XV               | Патрисио (Пато) Фуэнтес Педраса |
| 2013—2014 | с |                  | Qué pobres tan ricos  | Диего Армандо Эскандиондас      |
| 2015      | с |                  | Amores con trampa     | Фелипе Веласко                  |
| 2016      | с | Вино любви       | Vino el amor          | Леон Муньес                     |

### Программы
- Derbez en cuando[исп.] (1999) — Аарон (Эпизод «De con padre»)
- XHDRBZ[исп.] (2004) — гость.

### Радио
- La casa de los Niños (2004—2006)
- En la mañana con la Ruffo (2012—2014)

## Премии

### TVyNovelas
| Год  | Номинация            | Теленовелла          | Результат  |
| ---- | -------------------- | -------------------- | ---------- |
| 2015 | Лучший молодой актёр | Qué pobres tan ricos | Победитель |